# Shimenjie (köpinghuvudort i Kina, Jiangxi Sheng, lat 29,58, long 116,77)
Shimenjie är en köpinghuvudort i Kina. Den ligger i provinsen Jiangxi, i den sydöstra delen av landet, omkring 130 kilometer nordost om provinshuvudstaden Nanchang. Antalet invånare är 22 384. Befolkningen består av 10 739 kvinnor och 11 645 män. Barn under 15 år utgör 20,0 %, vuxna 15-64 år 72 %, och äldre över 65 år 6,0 %.
Runt Shimenjie är det ganska tätbefolkat, med 248 invånare per kvadratkilometer. Närmaste större samhälle är Xiejiatan, 11,3 km sydväst om Shimenjie. Trakten runt Shimenjie består till största delen av jordbruksmark.
Genomsnittlig årsnederbörd är 2 323 millimeter. Den regnigaste månaden är maj, med i genomsnitt 364 mm nederbörd, och den torraste är oktober, med 68 mm nederbörd.